# L-아라비니톨 4-탈수소효소
L-아라비니톨 4-탈수소효소(영어: L-arabinitol 4-dehydrogenase) (EC 1.1.1.12)는 다음과 같은 화학 반응을 촉매하는 효소이다.
L-아라비니톨 + NAD+ {\displaystyle \rightleftharpoons } L-자일룰로스 + NADH + H+
L-아라비니톨 4-탈수소효소의 2가지 기질은 L-아라비니톨, NAD+이며, 3가지 생성물은 L-자일룰로스, NADH, H+이다.
L-아리비니톨 4-탈수소효소는 산화 환원 효소 부류에 속하며, 특히 공여체가 CH-OH기이고 수용체가 NAD+ 또는 NADP+인 효소에 속한다. L-아라비니톨 4-탈수소효소는 오탄당과 글루쿠론산 간의 상호전환 과정에 참여한다.

## 명명법
L-아리비니톨 4-탈수소효소의 계통명은 L-아라비니톨:NAD+ 4-산화환원효소 (L-자일룰로스 형성)(영어: L-arabinitol:NAD+ 4-oxidoreductase (L-xylulose-forming))이다.
다음은 일반적으로 사용되는 다른 이름들이다.
- 펜티톨-DPN 탈수소효소(영어: pentitol-DPN dehydrogenase)
- L-아라비톨 탈수소효소(영어: L-arabitol dehydrogenase)

## 참고 문헌
- Chiang C, Knight SG (1960). “A new pathway of pentose metabolism”. 《Biochem. Biophys. Res. Commun.》 3 (5): 554–9. doi:10.1016/0006-291X(60)90174-1. PMID 13692998.
- Chiang C, Knight SG (1961). “L-Arabinose metabolism by cell-free extracts of Penicillium chrysogenum”. 《Biochim. Biophys. Acta》 46 (2): 271–8. doi:10.1016/0006-3002(61)90750-8. PMID 13692999.